# Die Demütigung
Die Demütigung (englisch: The Humbling) ist ein Roman des amerikanischen Schriftstellers Philip Roth, der im November 2009 beim Bostoner Verlag Houghton Mifflin erschien. Die deutsche Übersetzung von Dirk van Gunsteren publizierte der Münchner Carl Hanser Verlag im Jahr 2010. Der Roman handelt von einem alternden Schauspieler, der einen Zusammenbruch erleidet, nachdem ihm die Fähigkeit zum Spielen abhandengekommen ist. Befangen in seinen Gedanken an den Suizid, findet er in der Beziehung zu einer lesbischen Frau vorübergehend zum Leben zurück. 2014 entstand mit The Humbling unter der Regie von Barry Levinson eine Verfilmung, bei der Al Pacino die Hauptrolle übernahm.

## Inhalt

### Aufgelöst in Luft
Der gefeierte amerikanische Theaterschauspieler Simon Axler verliert in seinen Sechzigern schlagartig die Fähigkeit zu spielen. Seine von Selbstzweifeln begleiteten Auftritte als Macbeth und Prospero im Kennedy Center werden zu Debakeln. Er erlebt einen Zusammenbruch und wird von seiner Frau Viktoria verlassen, die zu ihrem Sohn nach Kalifornien zieht und sich von ihm scheiden lässt. Tag und Nacht kann er nur noch an Selbstmord und die Schrotflinte auf seinem Speicher denken.
Axler lässt sich in die psychiatrische Klinik Hammerton einweisen. Er lernt die Mitpatientin Sybil Van Buren kennen, die miterleben musste, wie ihr Ehemann ihre kleine Tochter missbrauchte, und Axler als Auftragsmörder verdingen will, um den leugnenden Täter umzubringen. Nach 26 Tagen wird Axler entlassen und kehrt zurück in sein einsames Haus im Norden des Bundesstaates New York, wo er zusehends verwahrlost, bis sein Agent Jerry Oppenheim auftaucht, um ihm die Rolle des James Tyrone in Eines langen Tages Reise in die Nacht anzubieten. Aus Furcht vor einem erneuten Scheitern lehnt Axler ab. In der Fanpost findet er einen Brief Sybil Van Burens, die ebenfalls aus Hammerton entlassen ist und sich bei Axler für sein Mitgefühl bedankt. Wie dieser scheint sie nicht in der Lage, ihrem Leiden mit einer Kugel ein Ende zu bereiten.

### Die Verwandlung
Pegeen Mike Stapleford, die Tochter eines befreundeten Schauspielerehepaares, die nach dem Stück Der Held der westlichen Welt benannt ist, bringt eine überraschende Wende in Axlers Leben. Sie, die seit 17 Jahren offen lesbisch lebt, hat eine unglückliche Beziehung zu einer Kollegin namens Priscilla in Bozeman, Montana, hinter sich, die sich zu einer Geschlechtsumwandlung zum Mann entschloss, und arbeitet nun als Dozentin an einem College in Vermont, eine Stelle, die sie einer kurzen Affäre mit der Dekanin Louise Renner verdankt. Nun möchte die 40-jährige Pegeen das Leben in einer heterosexuellen Beziehung ausprobieren und wählt sich dazu ausgerechnet Axler aus, den 25 Jahre älteren Freund ihrer Eltern.
Der Schauspieler gewinnt durch die Liebesbeziehung wieder Freude am Leben, und Pegeen genießt die Verwandlung, die sich durch Axler, der ihr Kleider, Schmuck und Friseurbesuche finanziert, an ihr vollzieht, ohne sich allerdings vollkommen sicher zu sein, dass ihr die neue Lebensform auf Dauer entspricht. Gestört wird die Zweisamkeit nur durch die eifersüchtige Dekanin, die Pegeens Eltern in die Liaison einweiht. Carol Stapleton versucht ihre Tochter von der Beziehung zu dem älteren und psychisch labilen Schauspieler abzubringen. Schließlich entdeckt Axler die stalkende Louise Renner auf seinem Grundstück. Er lädt die attraktive Frau ins Haus ein, um mit ihr über Pegeen zu reden, doch die Dekanin unterstellt dem Schauspieler erotische Hintergedanken und läuft davon.

### Der letzte Akt
Trotz seiner altersbedingten körperlichen Beschwerden ist die Beziehung mit Pegeen für Axler sexuell erfüllend. Doch als er erfährt, dass seine Freundin zweimal mit Spielerinnen des Softball-Teams fremdgegangen ist, ahnt er, dass er nicht die Macht hat, Pegeen zu verändern und an sich zu binden. Auch Asa Stapleford versucht nun, seine Tochter gegen den älteren Mann zu beeinflussen. Axler vermeidet die Aussprache mit Pegeens Vater und redet sich ein, der Leiter einer Provinzbühne sei bloß eifersüchtig auf seinen erfolgreichen Freund. Schließlich liest er in der Zeitung, dass Sybil Van Buren ihren Vorsatz wahrgemacht und ihren Ehemann erschossen hat.
Mehr und mehr schleichen sich in die Liebesspiele des Paares gemeinsame erotische Phantasien von Frauen, etwa der 19-jährigen Lara vom Schwimmteam des College. Bei einem Restaurantbesuch treibt Axler die betrunkene Verkäuferin Tracy auf, und es kommt in der Nacht zu einem Dreier mit der jungen Frau, bei der der Mann zunehmend in die passive Rolle gedrängt wird. Dennoch lebt Axler in Tagträumen von einem gemeinsamen Kind, das er mit Pegeen zeugen möchte, und er lässt sich über die medizinischen Risiken einer Vaterschaft in seinem Alter aufklären. Voller Zukunftsoptimismus glaubt er sogar an eine baldige Rückkehr auf die Bühne. Doch als er Pegeen zwei Wochen nach dem Liebesspiel mit Tracy wiedersieht, beendet diese abrupt die Beziehung und erklärt sie nachträglich zu einem Fehler.
Kaum, dass Pegeen ihn verlassen hat, bricht Axler abermals zusammen. Er weiß nicht, ob es Pegeen in Tracys Arme zieht oder ob sie unter dem Einfluss ihrer Eltern steht, doch das Ende der Beziehung, das nur er nicht wahrhaben wollte, scheint ihm im Rückblick unvermeidlich. Nachdem er, die geladene Schrotflinte in der Hand, abermals lange mit seinem Suizid ringt, ist es die Erinnerung an die Entschlossenheit Sybil Van Burens, die auch ihn seinen Entschluss treffen lässt. Es gelingt ihm, sich einzureden, er spiele den Selbstmord bloß auf der Bühne, und er sieht sich als Konstantin Gawrilowitsch Trepljow in Die Möwe, seinem ersten großen Theatererfolg. Einige Tage später findet die Putzfrau den toten Axler auf dem Speicher neben einem Zettel mit dem letzten Satz aus Tschechows Drama: „Die Sache ist die: Konstantin Gawrilowitsch hat sich erschossen.“

## Stellung in Roths Werk
Die Demütigung ist Roths vorletztes Werk und steht in einer Reihe von insgesamt vier „Short Novels“ (Kurzromanen), die Roth in einem Interview als „Quartett“ bezeichnete. Es handelt sich um die Romane Everyman (Jedermann, 2006), Indignation (Empörung, 2008), The Humbling (Die Demütigung, 2009) und Nemesis (2010). Die thematisch verwandten Romane wurden später unter dem Sammeltitel Nemeses (übersetzt: „Nemeseis“) zusammengefasst und stehen laut der Ausgabe der Library of America unter der Frage, wie sich das Individuum gegen die Lebensumstände behauptet und welche zum Teil tödlichen Auswirkungen seine Entscheidungen haben.
Die Thematik von Altern und Tod, von Schmerz, Krankheit und der eigenen Vergänglichkeit, die in Roths Spätwerk einen bestimmenden Platz einnimmt, zeigt sich laut Thomas David bereits in The Anatomy Lesson (Die Anatomiestunde, 1983) und Sabbath’s Theater (1995), vor allem aber in den Romanen des 21. Jahrhunderts wie The Dying Animal (Das sterbende Tier, 2001) und Exit Ghost (2007). Als Ausgangspunkt des Romans The Humbling beschrieb Roth in einem Interview mit Tina Brown den ersten Satz: „He’d lost his magic.“ („Er hatte seinen Zauber verloren.“) Ein ähnliches Erlebnis wie jenes des Schauspielers Axler widerfahre ihm regelmäßig zwischen zwei Büchern, wenn er nach einer Idee suche und ihn eine unterschwellige Panik überfalle, bis ihm „etwas passiere“, die Inspiration in einem für ihn nicht erklärlichen oder wiederholbaren Prozess eintrete.

## Rezeption
The Humbling erhielt in den englischsprachigen Feuilletons ein sehr geteiltes Echo. Michiko Kakutani nannte den Roman „eine überfüllte Kurzgeschichte“ und „ein unerhebliches Wegwerfwerk“, Kathryn Harrison „eine faule Arbeit“, William Skidelsky „nach seinen [Roths] Standards erschreckend schwach“. Es sei „die sexuelle Fantasie eines alten Mannes, herausgeputzt im Kleid von Literatur“. Dagegen bezeichnete Jesse Kornbluth den Roman als „Roths bestes Werk seit Jahren“. Laut Aravind Adiga war es „das unterhaltsamste depressive Buch, das du dieses Jahr lesen wirst.“ Richard Rayner las „einen straffen und kontrollierten Fiebertraum“. Für Elaine Showalter war Roth auch mit 76 noch „ein literarischer Koloss, dessen Fähigkeit, seine Leser zu inspirieren, erstaunen und erzürnen noch immer unvermindert ist.“
Im deutschen Sprachraum waren die Kritiken mehrheitlich positiv. Laut Ulrich Greiner steuert der Roman „mit umstandsloser Härte auf das Erzählziel“ zu, wobei man ihn „gleichwohl atemlos liest – und ehrfürchtig staunt über das Können dieses wahrhaft großen Schriftstellers.“ Sogar auf die Frage, warum Roth bei der Vergabe des Literaturnobelpreises regelmäßig übergangen wird, fand er eine Antwort: „Es wendet nämlich (wie alle Bücher von Roth) den Blick nicht ab von der animalischen, von der verderblichen und verdorbenen Seite des Menschen.“ Christopher Schmidt entdeckte im Roman Roths Grundthemen „Altern und Sterben, Selbsttäuschung und neurotische Männlichkeit, angereichert mit dem Ferment einer qualvollen erotischen Travestie“ in „erbarmungsloser erzählerischer Konsequenz“. Für Albert Ostermaier war es ein „Roman von antiker Wucht“. Erzählt werde „ein Leitmotiv der Unausweichbarkeit des Unglücks im Angesichts des Glücks in den Händen“ in einem Ton unsagbarer Trauer, einem „Tinnituston der Verzweiflung“.
Thomas David sprach von einer „schockierenden Geschichte dieses brillanten, alle Lebenslügen und alle Trugbilder entlarvenden Romans“, der „die Fragilität der menschlichen Identität“ und „die zeitlose Tragödie des Jedermann“ vorführe. Gerrit Bartels beschrieb: „Die Erbarmungslosigkeit, mit der Philip Roth vorgeht, ist beeindruckend.“ Auch wenn er „die Pornoszenen mit den grünen Dildos und den neunschwänzigen Katzen“ merkwürdig fand. Hannes Stein zog Parallelen zum Vorgänger Empörung und urteilte: „The Humbling ist um keinen Deut besser und ein Stück schlechter gemacht als Empörung“. Auch René Hamann sah Die Demütigung nicht auf einem „der vorderen Plätze“ in Roths Gesamtwerk. Doch sei es ein „Kurzroman, der in Sachen Wucht, Spannung, Lakonie, Witz, Anspruch usw. kaum zu wünschen übrig lässt.“ Der Autor bleibe „in Sachen anspruchsvoller Unterhaltung […] das Maß aller Dinge“.

## Ausgaben
- Philip Roth: The Humbling. Houghton Mifflin, New York 2009, ISBN 978-0-547-23969-9.
- Philip Roth: Die Demütigung. Hanser, München 2010, ISBN 978-3-446-23493-2.
- Philip Roth: Die Demütigung. Rowohlt, Reinbek 2011, ISBN 978-3-499-25780-3.
- Philip Roth: Die Demütigung. Gelesen von Max Volkert Martens. Der Hörverlag, München 2010, ISBN 978-3-86717-578-4.